# Gabie Rupes
La Gabie Rupes è una struttura geologica della superficie di Venere.